# 김군남
김군남은 조선민주주의인민공화국의 코치를 맡았다. 1962년부터 1966년까지 명래현 감독과 팀을 함께 이끌었다.

## 수건돌리기
김군남 코치는 1966년 FIFA 월드컵 코치는 칠레 축구 국가대표팀과 전반 경기가 끝난 후 조선민주주의인민공화국 축구 선수들 앞에서 수건돌리며 재미를 덧붙였다.